# Paul Puget
Pour les articles homonymes, voir Puget (homonymie).
Paul Charles Marie Puget, né le 25 juin 1848 à Nantes et mort le 14 mars 1917 à Paris (17e arrondissement), est un compositeur français.

## Biographie
Sur la copie de son acte de naissance, il est indiqué que Paul Puget est né de père inconnu et que sa mère est Marie Eulalie Curet. Il est précisé qu'il a été adopté par Jacques Marius Puget (Marseille, 1820-1887), ténor de l'Opéra-comique en 1854 et du Théâtre-Lyrique en 1865 renommé à son époque,. La Gazette anecdotique indique que son frère, Félix Puget, était ténorino d'opérette. Il a été marié en premières noces avec Marie Reine Lhomme, divorcé, il s'est remarié avec Marie Louise Générositta Klotz.
Paul Puget étudie au Conservatoire de Paris le piano dans la classe de Antoine-François Marmontel et la composition avec Victor Massé. En 1873, il se présente au concours de l'Institut et obtient le premier Grand Prix de Rome pour sa cantate Mazeppa.
De son séjour à la Villa Médicis, de 1874 à 1877, datent son ouverture de Macbeth, pour orchestre, une Ode de Jean-Baptiste Rousseau "Sur l'aveuglement des hommes du siècle" pour baryton, chœur et orchestre, et une Symphonie en ut. En 1896, il compose une musique de scène pour Lorenzaccio de Musset, créée par Sarah Bernhardt au Théâtre de la Renaissance. En 1900, il est nommé chef des chœurs de l’Opéra de Paris.
S'il est principalement connu pour ses ouvrages lyriques, il composa également de nombreuses mélodies, des pièces pour piano, un Solo de basson avec accompagnement de piano qui servit de morceau de concours au Conservatoire de Paris en 1899 et 1916, une suite pour orchestre Scènes champêtres et quelques pages de musique religieuse.
En 1883, il défraye la chronique. Le comte de Lagoda, officier russe, qui a perdu sa fortune et que la jeune actrice Blanche Miroir a quitté à  Saint-Pétersbourg, a trouvé, un portrait de Blanche Miroir tout encadré de fleurs, chez lui. Il provoque le musicien, et un combat à l'épée a lieu le 18 avril, aux environs de Paris. Le Russe est blessé légèrement au bras droit. Dès le lendemain, M. de Lagoda part pour Bruxelles. Il reproche à l'actrice sa trahison, et c'est à la suite de ces scènes de jalousie qu'il essaye de la tuer et qu'il se tue lui-même,.
Il a été inhumé le 19 mars 1917 au cimetière de Montmartre (division 24). Sur sa sépulture a été placé un médaillon représentant son père (J. M. Puget).

## Distinction
- Chevalier de la Légion d'honneur, en 1903[7].

## Œuvres lyriques
- Le Maître danseur, opérette-bouffe en 1 acte (1869)
- Les Jardins d’Armide, opéra-bouffe en 3 actes (1872)
- La Marocaine, opéra-comique en 1 acte
- André del Sarto, drame lyrique en deux actes, d'après Musset
- Le Signal, opéra-comique en 1 acte (1886)
- Beaucoup de bruit pour rien, drame lyrique en 4 actes, d’après Shakespeare (1899)
- Ulysse et les Sirènes, scène antique